# Deeper Than Rap
Deeper Than Rap ist das dritte Soloalbum des US-amerikanischen Rappers Rick Ross. Es erschien am 21. April 2009 über das von Ross’ gegründete Label Maybach Music Group sowie über Slip-n-Slide Records und Def Jam Recordings. Deeper Than Rap erreichte Platz 1 der US-amerikanischen Album-Charts. Die Songs Magnificent und Maybach Music 2 wurden als Singles veröffentlicht.

## Titelliste
1. Mafia Music – 4:16
2. Maybach Music 2 (feat. Kanye West, T-Pain und Lil Wayne) – 4:59
3. Magnificent (feat. John Legend) – 4:17
4. Yacht Club (feat. Magazeen) – 5:14
5. Usual Suspects (feat. Nas und Kevin Cossom) – 5:14
6. All I Really Want (feat. The-Dream) – 4:16
7. Rich off Cocaine (feat. Avery Storm) – 4:25
8. Lay Back (feat. Robin Thicke) – 4:02
9. Murda Mami (feat. Foxy Brown und Magazeen) – 3:34
10. Gunplay (feat. Gunplay) – 3:34
11. Bossy Lady (feat. Ne-Yo) – 3:53
12. Face (feat. Trina) – 3:14
13. Valley of Death – 3:54
14. In Cold Blood – 3:05

Bonus-Titel bei iTunes
- Cigar Music (feat. Masspike Miles) – 4:05
- Maybach Music 2.5 (feat. Pusha T, Birdman und Fabolous) – 6:00

## Rezeption

### Kritik
Deeper Than Rap erhielt von der Redaktion der E-Zine Laut.de lediglich zwei von fünf möglichen Bewertungspunkten. Die Redakteurin Dani Fromm zeigte sich von Ross’ drittem Album stark enttäuscht. Insbesondere nach den guten Wertungen für die Alben Port of Miami und Trilla, könne Deeper Than Rap den Erwartungen nicht gerecht werden. Fromm kritisiert vor allem die Produktionen der Lieder, die halbgar und langweilig erscheinen. Ohne die passende Instrumentierung werde die „technische Armseligkeit schlichtester Endreime“ sowie die oberflächlichen Themen des Albums deutlich. Positive Ausnahmen bilden die Hookline zu Usual Suspects und die Stücke Face und In Cold Blood.

### Erfolg
Das Album wurde in der ersten Woche 158.000 Mal verkauft, womit es Platz 1 der US-amerikanischen Album-Charts erreichen konnte. Damit ist Deeper Than Rap das dritte Album von Rick Ross in Folge, das sich auf der Höchstposition der Charts platzieren konnte. In der zweiten Verkaufswoche konnten 51.000 Einheiten abgesetzt werden, sodass der Tonträger auf Platz vier der Album-Charts fiel.
Die Single Magnificent erreichte Position 62 der US-amerikanischen Single-Charts. Maybach Music 2 konnte Rang 92 belegen.